# Prionus debilis
Prionus debilis là một loài bọ cánh cứng trong họ Cerambycidae.